# 国道207号
国道207号（こくどう207ごう）は、佐賀県佐賀市から長崎県西彼杵郡時津町に至る一般国道である。

## 概要

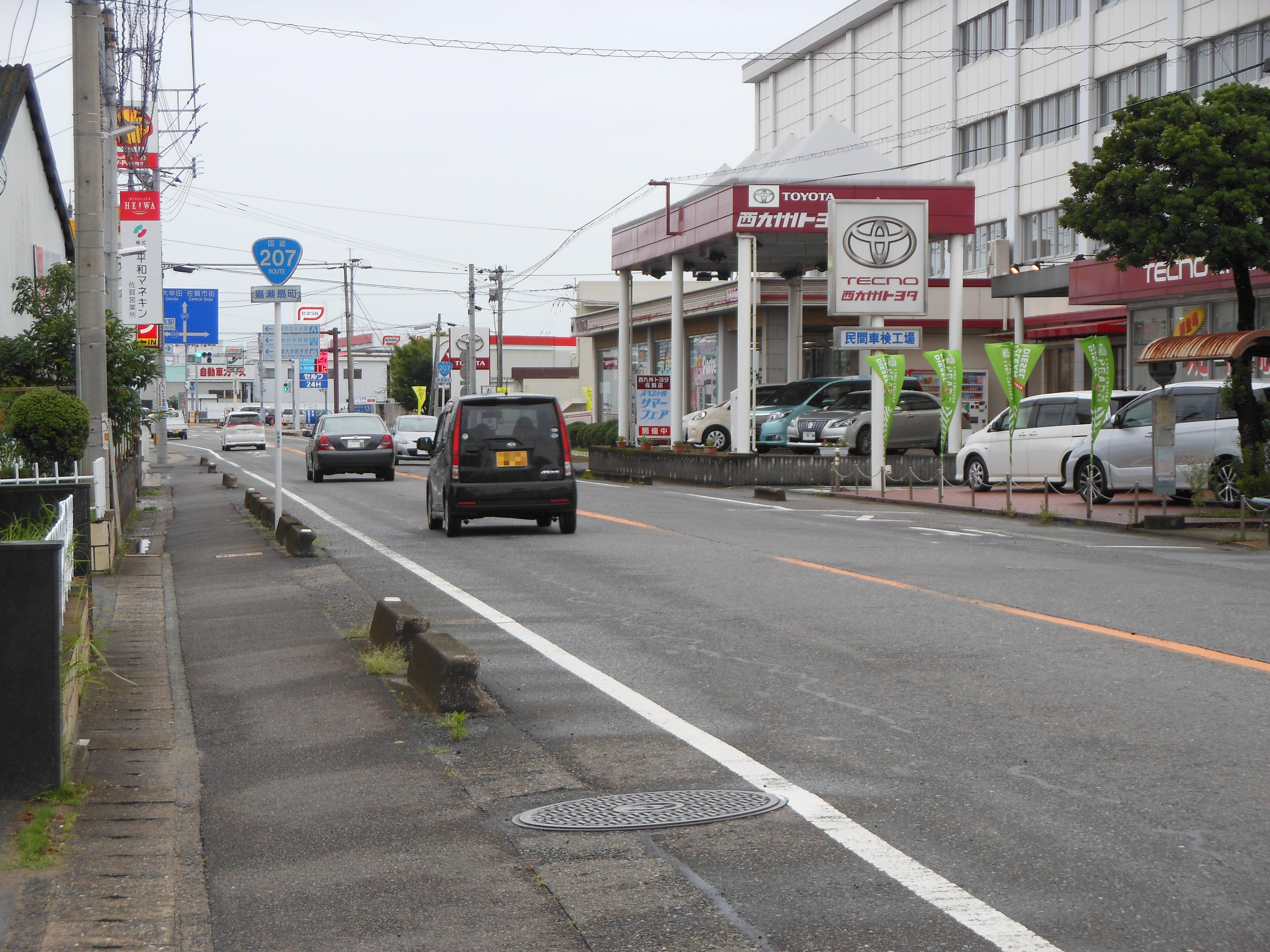
佐賀市嘉瀬町付近

佐賀県杵島郡江北町で国道34号から分岐し、武雄市から佐世保市に至る国道35号を分け、長崎県諫早市で再び国道34号と接続する。大村湾沿岸を南下する国道34号に対し、国道207号はJR九州長崎本線とともに有明海沿岸を南下する経路をとる。諫早市から長崎県道33号長崎多良見線と分かれる付近までは長崎本線の旧線と並走する。長崎県道33号長崎多良見線の分岐地点から西彼杵郡長与町にかけては幅員が狭く離合が困難な区間が多い上、路線バスも走行するため注意が必要。西彼杵郡長与町内の数か所でルートが2つに分かれている。
福山雅治の楽曲「昭和やったね」の冒頭で国道207号が歌われている。また、沿道はカキの産地として知られ、通称「カキ焼街道」と呼ばれている。

### 路線データ
一般国道の路線を指定する政令に基づく起終点および重要な経過地は次のとおり。
- 起点：佐賀市（与賀町交差点 = 国道264号交点、佐賀県道54号西与賀佐賀線終点）
- 終点：長崎県西彼杵郡時津町（時津町交差点 = 国道206号交点、長崎県道204号奥ノ平時津線終点）
- 重要な経過地：佐賀県小城郡牛津町[注釈 2]、同県杵島郡江北町、同郡有明町[注釈 3]、鹿島市、諫早市、長崎県西彼杵郡多良見町[注釈 4]
- 総延長 : 118.8 km（佐賀県 60.6 km、長崎県 58.1 km）重用延長を含む[3][注釈 5]
- 重用延長 : 5.4 km（佐賀県 5.4 km、長崎県 - km）[3][注釈 5]
- 未供用延長 : なし[3][注釈 5]
- 実延長 : 113.4 km（佐賀県 55.2 km、長崎県 58.1 km）[3][注釈 5]
  - 現道 : 103.8 km（佐賀県 49.2 km、長崎県 54.5 km）[3][注釈 5]
  - 旧道 : 3.5 km（佐賀県 - km、長崎県 3.5 km）[3][注釈 5]
  - 新道 : 6.0 km（佐賀県 6.0 km、長崎県 0.0 km）[3][注釈 5]
- 指定区間：国道34号、国道57号と重複する区間（佐賀県小城市・前満江交差点 - 杵島郡江北町・東分交差点、長崎県諫早市・小船越町交差点 - 喜々津駅東口交差点）[4]

## 歴史
- 1953年（昭和28年）5月18日 - 二級国道207号佐賀諫早線（佐賀市 - 諫早市）として指定施行[5]。
- 1965年（昭和40年）4月1日 - 道路法改正により一級・二級区分が廃止されて一般国道207号として指定施行[2]。
- 1982年（昭和57年）4月1日 - 終点側の諫早市から長崎県西彼杵郡時津町に至る長崎県道14号諫早時津線を編入[要出典]し、一般国道207号（佐賀市 - 長崎県西彼杵郡時津町）として指定施行[6]。
- 2013年（平成25年）4月25日 - 佐賀県杵島郡白石町大字坂田の長崎本線をまたぐ、跨線橋が開通。これにより、従来の原田踏切は閉鎖された。
- 2023年（令和5年）1月24日 - 諫早市多良見町で大雪により100台近くの車が立ち往生する事例が発生した[7]。

## 路線状況

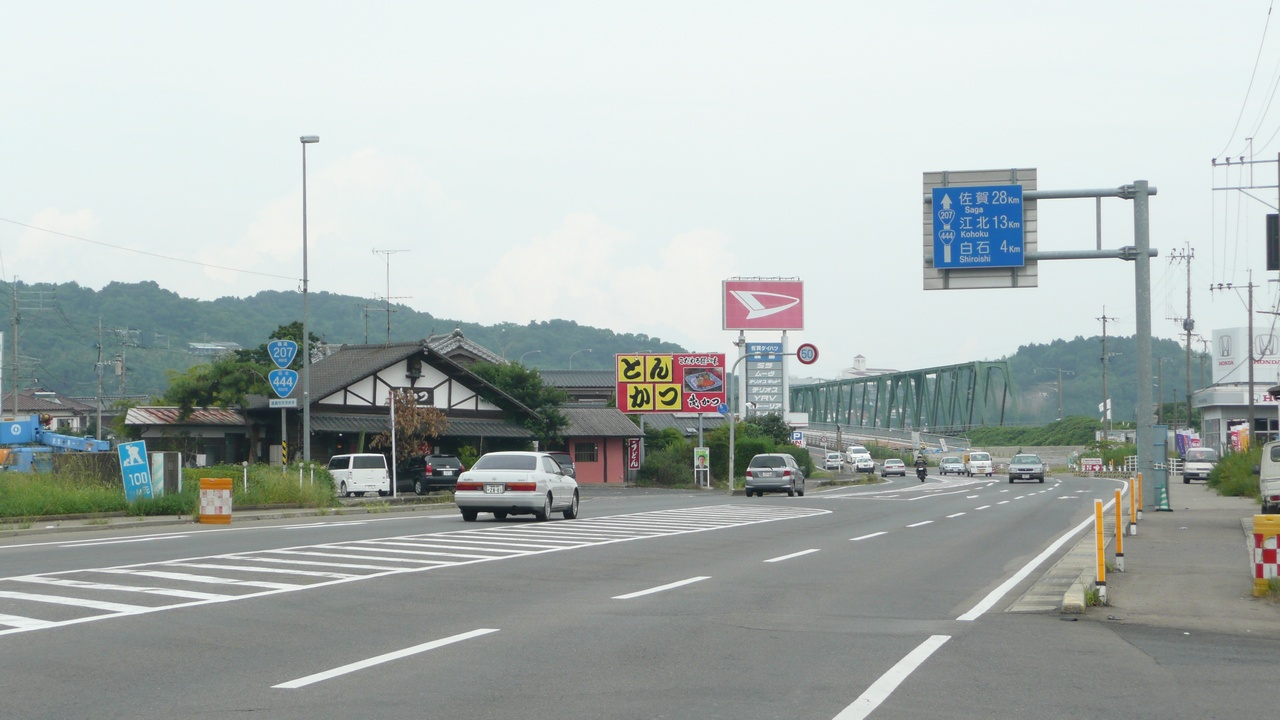
鹿島バイパス
（国道444号との重複区間）

### 愛称
- 貫通道路※通称、西いちょう通り※公募愛称・標識（佐賀市・辻の堂交差点 - 嘉瀬橋）[8]

### バイパス
- 佐賀県
  - 佐賀バイパス（佐賀市 - 小城市）
  - 江北バイパス（小城市 - 杵島郡江北町、国道34号重複区間内）
  - 中村バイパス（鹿島市）
  - 鹿島バイパス（鹿島市）
- 長崎県
  - 長田バイパス（諫早市）

### 重複区間
- 国道34号（佐賀県小城市牛津町勝・前満江交差点 - 杵島郡江北町大字山口・東分交差点）
- 国道444号（佐賀県杵島郡白石町大字深浦・室島南交差点 - 鹿島市大字納富分・しめご交差点）
- 国道251号（長崎県諫早市小船越町・小船越町交差点 - 諫早市小船越町・小船越トンネル交差点）
- 国道57号（長崎県諫早市小船越町・小船越町交差点 - 諫早市多良見町化屋・喜々津駅東口交差点）
- 国道34号（長崎県諫早市小船越町・小船越トンネル交差点 - 諫早市多良見町化屋・喜々津駅東口交差点[注釈 6]）

### 道路施設

#### 橋梁
- 佐賀県
  - 天祐寺橋（天祐寺川、佐賀市）
  - 地蔵前橋（佐賀市）
  - 新高橋（本庄江川、佐賀市）
  - 縄手橋（佐賀市）
  - 中央橋（佐賀市）
  - 新妙橋（佐賀市）
  - 嘉瀬橋（嘉瀬川、佐賀市）
  - 境橋（福所江川、佐賀市 - 小城市）
  - 柿樋瀬橋（小城市）
  - 恵比須橋（小城市）
  - 江津橋（小城市）
  - 立堀橋（立堀川、小城市）
  - 牛津大橋（牛津川、小城市、国道34号重複区間内）
  - 江北高架橋（長崎本線、杵島郡江北町、国道34号重複区間内）
  - 山田橋（西古川、杵島郡江北町）
  - 六角橋（六角川、杵島郡江北町 - 杵島郡白石町）
  - 中郷橋（杵島郡白石町）
  - 北東郷橋（杵島郡白石町）
  - 白石橋（杵島郡白石町）
  - 廿治（はたち）橋（杵島郡白石町）
  - 堺橋（只江川、杵島郡白石町）
  - 大井橋（杵島郡白石町）
  - 廻里江（めぐりえ）橋（廻里江川、杵島郡白石町）
  - 原田跨線橋（長崎本線、杵島郡白石町）
  - 百貫橋（塩田川、杵島郡白石町 - 鹿島市）
  - 桜大橋（鹿島川、鹿島市）
  - 蟻尾山（ぎびざん）大橋（中川、鹿島市）
  - 金剛橋（金剛川、鹿島市）
  - 稲荷橋（石木津川、鹿島市）
  - 古場切橋（浜川、鹿島市）
- 長崎県
  - 小長井大橋（船津川、諫早市）
  - 帆崎橋（小深井川、諫早市）
  - 大川橋（長里川、諫早市）
  - 湯江川橋（湯江川、諫早市）
  - 田島川橋（田島川、諫早市）
  - 小江橋（小江川、諫早市）
  - 深海橋（深海川、諫早市）
  - 新鍬崎（しんくわさき）橋（鍬崎川、諫早市）
  - 長田大橋（長田川、諫早市）
  - 土園川橋（福田川、諫早市）
  - 四面橋（本明川、諫早市）
  - 貝津橋（東大川、諫早市、国道34号重複区間内）
  - 横島橋（西大川、諫早市、国道34号重複区間内）
  - 久山橋（久山川、諫早市、国道34号重複区間内）
  - 永久橋（喜々津川、諫早市）
  - 船津橋（長与川、西彼杵郡長与町）

#### 道の駅
- 佐賀県
  - 鹿島（鹿島市）
  - 太良（藤津郡太良町）

### 交通量
国道34号重用区間、および中村バイパスを除く。当該区間の交通量については各記事を参照。
| 地点                         | 地点               | 台数   |
| ---------------------------- | ------------------ | ------ |
| 鹿島市大字井手字井手312-1    | ホンダプリモ前     | 25,037 |
| 鹿島市大字高津原字西牟田     | 桜大橋横公園       | 16,279 |
| 藤津郡太良町大浦字津ノ浦1804 | 津ノ浦バス停付近   | 06,997 |
| 諫早市小豆崎町1754           | 諫早市小豆崎町1754 | 28,244 |

## 地理

### 通過する自治体
- 佐賀県
  - 佐賀市 - 小城市 - 杵島郡江北町 - 杵島郡白石町 - 鹿島市 - 藤津郡太良町
- 長崎県
  - 諫早市 - 西彼杵郡長与町 - 西彼杵郡時津町

### 交差する道路
| 交差する道路                                     | 都道府県名 | 市町村名 | 市町村名 | 交差する場所       | 交差する場所                   |
| ------------------------------------------------ | ---------- | -------- | -------- | ------------------ | ------------------------------ |
| 国道264号 佐賀県道54号西与賀佐賀線               | 佐賀県     | 佐賀市   | 佐賀市   | 与賀町             | 与賀町交差点 / 起点            |
| 国道208号                                        | 佐賀県     | 佐賀市   | 佐賀市   | 八戸1丁目          | 八戸交差点                     |
| 佐賀県道224号鍋島停車場線                        | 佐賀県     | 佐賀市   | 佐賀市   | 嘉瀬町大字扇町     | 扇町交差点                     |
| 佐賀県道287号十五中原線                          | 佐賀県     | 佐賀市   | 佐賀市   | 嘉瀬町大字中原     | 嘉瀬元町交差点                 |
| 佐賀県道401号佐賀環状自転車道線                  | 佐賀県     | 佐賀市   | 佐賀市   | 嘉瀬町大字荻野     |                                |
| 佐賀県道48号佐賀外環状線                         | 佐賀県     | 佐賀市   | 佐賀市   | 久保田町大字徳万   | 徳万交差点                     |
| 佐賀県道225号久保田停車場線                      | 佐賀県     | 佐賀市   | 佐賀市   | 久保田町大字久保田 | 久保田宿交差点                 |
| 佐賀県道43号牛津芦刈線                           | 佐賀県     | 小城市   | 小城市   | 牛津町牛津         |                                |
| 佐賀県道212号川上牛津線                          | 佐賀県     | 小城市   | 小城市   | 牛津町柿樋瀬       | 本町交差点                     |
| 佐賀県道42号小城牛津線 佐賀県道226号牛津停車場線 | 佐賀県     | 小城市   | 小城市   | 牛津町柿樋瀬       | 江津交差点                     |
| 国道34号 重複区間起点                            | 佐賀県     | 小城市   | 小城市   | 牛津町勝           | 前満江交差点                   |
| 佐賀県道284号別府牛津停車場線 重複区間起点       | 佐賀県     | 小城市   | 小城市   | 牛津町上砥川       | 牛津町砥川新宿東交差点         |
| 佐賀県道284号別府牛津停車場線 重複区間終点       | 佐賀県     | 小城市   | 小城市   | 牛津町上砥川       | 牛津町砥川新宿交差点           |
| 佐賀県道35号多久江北線                           | 佐賀県     | 杵島郡   | 江北町   | 大字惣領分         | 江北町上惣交差点               |
| 佐賀県道339号江北芦刈線                          | 佐賀県     | 杵島郡   | 江北町   | 大字佐留志         | 宿交差点                       |
| 国道34号 重複区間終点                            | 佐賀県     | 杵島郡   | 江北町   | 大字山口           | 東分交差点                     |
| 佐賀県道36号武雄福富線                           | 佐賀県     | 杵島郡   | 白石町   | 大字福田           | 白石町大戸交差点               |
| 佐賀県道227号肥前白石停車場線                    | 佐賀県     | 杵島郡   | 白石町   | 大字福田           | 白石町役場入口交差点           |
| 佐賀県道228号肥前竜王停車場線                    | 佐賀県     | 杵島郡   | 白石町   | 大字坂田           |                                |
| 白石広域農道路                                   | 佐賀県     | 杵島郡   | 白石町   | 大字戸ケ里         | 白石町廻里津（めぐりつ）交差点 |
| 佐賀県道214号白石大町線                          | 佐賀県     | 杵島郡   | 白石町   | 大字深浦           | 室島北交差点                   |
| 国道444号 重複区間起点                           | 佐賀県     | 杵島郡   | 白石町   | 大字深浦           | 室島南交差点                   |
| 佐賀県道324号久間深浦線                          | 佐賀県     | 杵島郡   | 白石町   | 大字深浦           | 百貫橋北交差点                 |
| 国道207号 / 旧道                                 | 佐賀県     | 鹿島市   | 鹿島市   | 大字井手           | 百貫橋南交差点                 |
| 国道498号                                        | 佐賀県     | 鹿島市   | 鹿島市   | 大字中村           | 殿ノ橋（とんのはし）交差点     |
| 佐賀県道41号鹿島嬉野線                           | 佐賀県     | 鹿島市   | 鹿島市   | 大字高津原         | 黒川橋（くろごはし）交差点     |
| 国道444号 佐賀県道309号山浦肥前鹿島停車場線 重複 | 佐賀県     | 鹿島市   | 鹿島市   | 大字納富分         | 辻交差点                       |
| 佐賀県道282号奥山鹿島線                          | 佐賀県     | 鹿島市   | 鹿島市   | 大字古枝甲         | 久保山北交差点                 |
| 佐賀県道283号古枝肥前浜停車場線                  | 佐賀県     | 鹿島市   | 鹿島市   | 大字古枝甲         | 大村方交差点                   |
| 多良岳広域農道 / 多良岳オレンジ海道              | 佐賀県     | 鹿島市   | 鹿島市   | 大字浜町           | 湯の峰交差点                   |
| 国道207号/ 旧道                                  | 佐賀県     | 鹿島市   | 鹿島市   | 大字浜町           | 浜新方交差点                   |
| 佐賀県道230号肥前七浦停車場線                    | 佐賀県     | 鹿島市   | 鹿島市   | 大字音成           |                                |
| 佐賀県道231号肥前飯田停車場線                    | 佐賀県     | 鹿島市   | 鹿島市   | 大字飯田           |                                |
| 佐賀県道232号多良停車場線                        | 佐賀県     | 藤津郡   | 太良町   | 大字多良           |                                |
| 佐賀県道252号多良岳公園線                        | 佐賀県     | 藤津郡   | 太良町   | 大字多良           | 太良町油津交差点               |
| 佐賀県道295号竹崎上田古里線                      | 佐賀県     | 藤津郡   | 太良町   | 大字大浦丁         | 田古里交差点                   |
| 長崎県道195号小長井線                            | 長崎県     | 諫早市   | 諫早市   | 小長井町小川原浦   |                                |
| 諫早湾干拓堤防道路                               | 長崎県     | 諫早市   | 諫早市   | 高来町溝口         |                                |
| 長崎県道136号多良岳公園線                        | 長崎県     | 諫早市   | 諫早市   | 高来町町名         | 高来支所入口交差点             |
| 国道207号 / 旧道                                 | 長崎県     | 諫早市   | 諫早市   | 正久寺町           |                                |
| 長崎県道124号大里森山肥前長田停車場線            | 長崎県     | 諫早市   | 諫早市   | 長田町             |                                |
| 長崎県道125号諫早外環状線                        | 長崎県     | 諫早市   | 諫早市   | 小豆崎町           |                                |
| 国道207号 / 旧道                                 | 長崎県     | 諫早市   | 諫早市   | 福田町             |                                |
| 長崎県道16号諫早停車場線                         | 長崎県     | 諫早市   | 諫早市   | 永昌東町           | 四面橋交差点                   |
| 長崎県道41号諫早飯盛線                           | 長崎県     | 諫早市   | 諫早市   | 宇都町             | 宇都町交差点                   |
| 国道57号 重複区間起点 国道251号 重複区間起点     | 長崎県     | 諫早市   | 諫早市   | 小船越町           | 小船越町交差点                 |
| 国道34号 重複区間起点 国道251号 重複区間終点     | 長崎県     | 諫早市   | 諫早市   | 小船越町           | 小船越トンネル交差点           |
| 長崎県道125号諫早外環状線 / 島原道路             | 長崎県     | 諫早市   | 諫早市   | 小船越町           | 小船越IC                       |
| 長崎県道37号大村貝津線                           | 長崎県     | 諫早市   | 諫早市   | 貝津町             | 貝津町交差点                   |
| E34 長崎自動車道                                 | 長崎県     | 諫早市   | 諫早市   | 貝津町             | 10 諫早IC                      |
| 長崎県道129号久山港線 長崎県道138号田結久山線    | 長崎県     | 諫早市   | 諫早市   | 久山町             | 久山交差点                     |
| 国道34号 重複区間終点 国道57号 重複区間終点      | 長崎県     | 諫早市   | 諫早市   | 多良見町化屋       | 喜々津駅東口交差点             |
| 長崎県道33号長崎多良見線                         | 長崎県     | 諫早市   | 諫早市   | 多良見町舟津       |                                |
| 長崎県道45号東長崎長与線                         | 長崎県     | 西彼杵郡 | 長与町   | 斉藤郷             | 三彩橋交差点                   |
| 国道206号 長崎県道204号奥ノ平時津線              | 長崎県     | 西彼杵郡 | 時津町   | 浦郷               | 時津町交差点 / 終点            |
| 旧道（鹿島市）                                   |            |          |          |                    |                                |
| 国道207号 旧道起点                               | 佐賀県     | 鹿島市   | 鹿島市   | 大字井手           | 百貫橋南交差点                 |
| 佐賀県道229号肥前鹿島停車場線                    | 佐賀県     | 鹿島市   | 鹿島市   | 大字高津原         | 肥前鹿島駅前交差点             |
| 佐賀県道309号山浦肥前鹿島停車場線                | 佐賀県     | 鹿島市   | 鹿島市   | 大字高津原         |                                |
| 佐賀県道282号奥山鹿島線                          | 佐賀県     | 鹿島市   | 鹿島市   | 大字重ノ木         | 泉通り交差点                   |
| 国道444号 重複区間終点                           | 佐賀県     | 鹿島市   | 鹿島市   | 大字納富分         | しめご交差点                   |
| 佐賀県道283号古枝肥前浜停車場線 重複区間起点     | 佐賀県     | 鹿島市   | 鹿島市   | 大字浜町           | 浜新町交差点                   |
| 佐賀県道283号古枝肥前浜停車場線 重複区間終点     | 佐賀県     | 鹿島市   | 鹿島市   | 大字浜町           | 肥前浜駅前交差点               |
| 国道207号旧道終点                                | 佐賀県     | 鹿島市   | 鹿島市   | 大字浜町           | 浜新方交差点                   |
| 旧道（諫早市）                                   |            |          |          |                    |                                |
| 国道207号 / 旧道起点                             | 長崎県     | 諫早市   | 諫早市   | 正久寺町           |                                |
| 長崎県道124号大里森山肥前長田停車場線            | 長崎県     | 諫早市   | 諫早市   | 長田町             | 長田交差点                     |
| 国道207号 / 旧道終点                             | 長崎県     | 諫早市   | 諫早市   | 福田町             |                                |

### 交差する鉄道
- 長崎本線
- 西九州新幹線